# Campeonato Mundial de Halterofilismo de 2009 - Até 105 kg masculino
A competição masculina na divisão até 105 kg foi realizada em 29 de novembro de 2009.

## Calendário
Os competidores foram divididos em dois grupos:
| Dia            | Horário | Fase    |
| -------------- | ------- | ------- |
| 29 de novembro | 09:00   | Grupo B |
| 29 de novembro | 13:00   | Grupo A |

## Medalhistas
| Prova     | Ouro                | Ouro   | Prata                    | Prata  | Bronze                   | Bronze |
| --------- | ------------------- | ------ | ------------------------ | ------ | ------------------------ | ------ |
| Arranque  | Marcin Dołęga (POL) | 195 kg | Kim Hwa-seung (KOR)      | 182 kg | Roman Konstantinov (RUS) | 180 kg |
| Arremesso | Marcin Dołęga (POL) | 226 kg | Roman Konstantinov (RUS) | 220 kg | Ahed Joughili (SYR)      | 218 kg |
| Total     | Marcin Dołęga (POL) | 421 kg | Roman Konstantinov (RUS) | 400 kg | Oleksiy Torokhtiy (UKR)  | 395 kg |

## Recordes
Antes desta competição, os recordes mundiais da categoria eram os seguintes:
| Recorde         | Tipo      | Atleta               | Peso   | Local  | Data                 |
| Recorde mundial | Arranque  | Andrei Aramnau (BLR) | 200 kg | Pequim | 18 de agosto de 2008 |
| Recorde mundial | Arremesso | Alan Tsagaev (BUL)   | 237 kg | Kiev   | 25 de abril de 2004  |
| Recorde mundial | Total     | Andrei Aramnau (BLR) | 436 kg | Pequim | 18 de agosto de 2008 |

## Resultados
Ref.
| Pos. | Atleta                   | Grupo | Peso (kg) | Arranque (kg) | Arranque (kg) | Arranque (kg) | Arranque (kg) | Arremesso (kg) | Arremesso (kg) | Arremesso (kg) | Arremesso (kg) | Total (kg) |
| Pos. | Atleta                   | Grupo | Peso (kg) | 1             | 2             | 3             | Pos.          | 1              | 2              | 3              | Pos.           | Total (kg) |
| ---- | ------------------------ | ----- | --------- | ------------- | ------------- | ------------- | ------------- | -------------- | -------------- | -------------- | -------------- | ---------- |
| 1    | Marcin Dołęga (POL)      | A     | 104,95    | 191           | 191           | 195           | 1             | 221            | 226            | 226            | 1              | 421        |
| 2    | Roman Konstantinov (RUS) | A     | 101,31    | 180           | 185           | 185           | 3             | 215            | 220            | 228            | 2              | 400        |
| 3    | Oleksiy Torokhtiy (UKR)  | A     | 104,31    | 176           | 180           | 183           | 5             | 215            | 221            | 221            | 5              | 395        |
| 4    | Kim Hwa-seung (KOR)      | A     | 104,95    | 177           | 177           | 182           | 2             | 210            | 210            | 216            | 8              | 392        |
| 5    | Robert Dołęga (POL)      | A     | 104,95    | 175           | 179           | 179           | 7             | 211            | 216            | 216            | 4              | 391        |
| 6    | Gia Machavariani (GEO)   | A     | 104,09    | 180           | 185           | 185           | 4             | 210            | 215            | 216            | 6              | 390        |
| 7    | Ahed Joughili (SYR)      | A     | 104,82    | 170           | 170           | 172           | 8             | 218            | 223            | 223            | 3              | 390        |
| 8    | Mykola Hordiychuk (UKR)  | B     | 103,88    | 170           | 175           | 178           | 6             | 202            | 207            | 212            | 9              | 385        |
| 9    | Egidijus Remėza (LTU)    | B     | 104,62    | 165           | 170           | 175           | 9             | 205            | 210            | 210            | 7              | 380        |
| 10   | Alibay Samadov (AZE)     | B     | 100,25    | 155           | 162           | 167           | 11            | 200            | 206            | 210            | 13             | 362        |
| 11   | Libor Wälzer (CZE)       | B     | 104,98    | 160           | 160           | 160           | 13            | 190            | 198            | 202            | 12             | 362        |
| 12   | Cody Gibbs (USA)         | B     | 104,25    | 160           | 164           | 167           | 10            | 181            | 185            | 190            | 14             | 357        |
| 13   | Ángel Daza (VEN)         | B     | 104,12    | 150           | 155           | 155           | 15            | 206            | 211            | 212            | 10             | 356        |
| 14   | Leonel Albarrán (VEN)    | B     | 103,39    | 150           | 155           | 155           | 14            | 205            | 205            | 210            | 11             | 355        |
| 15   | Luis Osuna (MEX)         | B     | 104,03    | 156           | 156           | 160           | 12            | 180            | 185            | 188            | 15             | 345        |
| 16   | Sakher Qalaja (PLE)      | B     | 094,35    | 115           | 123           | 125           | 16            | 150            | 157            | 162            | 16             | 285        |
| 17   | Albert Abotsi (GHA)      | B     | 104,79    | 115           | 117           | 120           | 17            | 150            | 155            | 156            | 17             | 276        |
| DQ   | Dmitri Lapikov (RUS)     | A     | 104,45    | 186           | 191           | 194           | —             | 222            | 227            | 227            | —              | —          |
| DQ   | Albert Kuzilov (GEO)     | A     | 104,65    | 181           | 187           | 187           | —             | 221            | 230            | 234            | —              | —          |